# Легоглобин

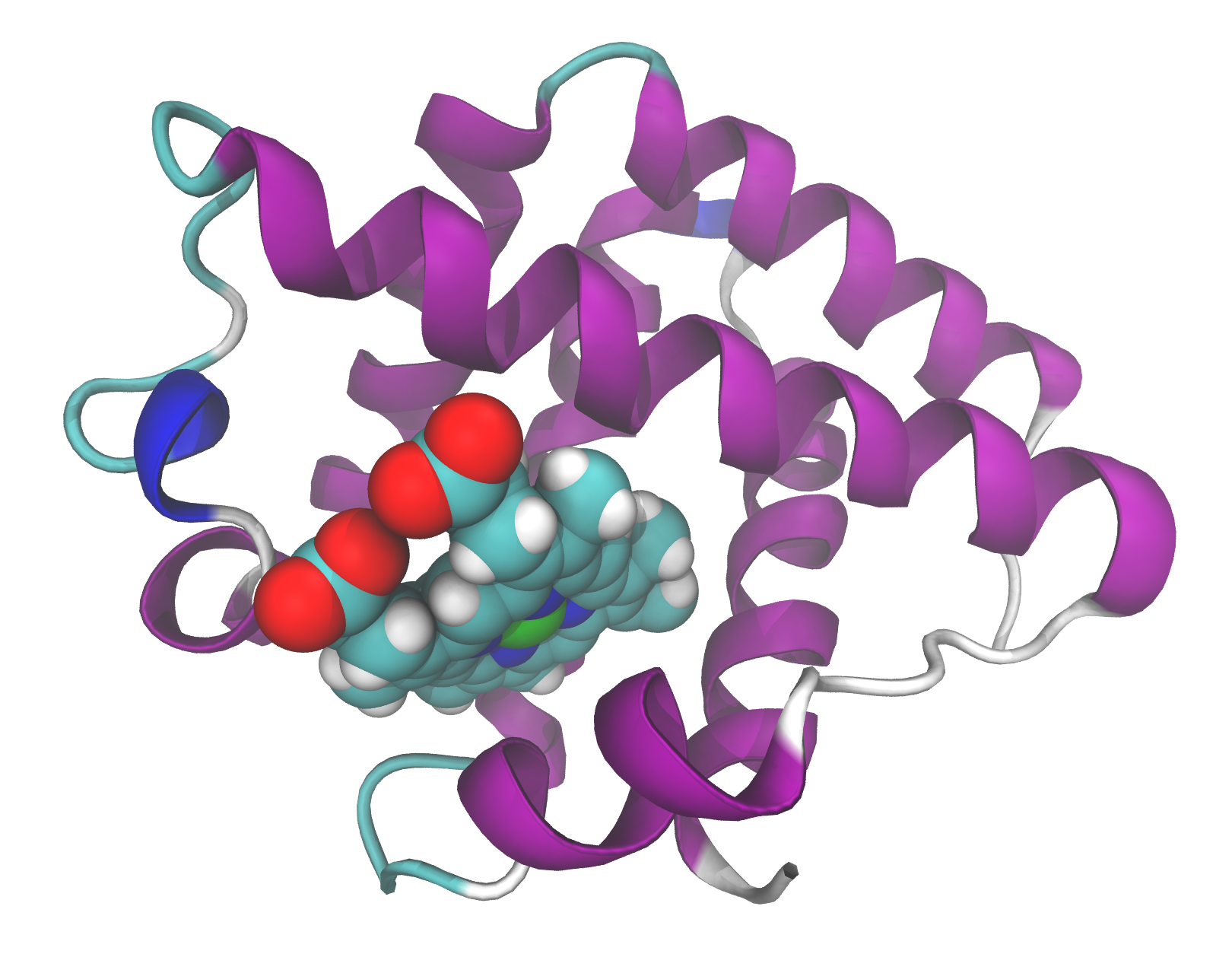
Легоглобин из сои.

Легоглоби́н (леггемоглобин) — разновидность гемоглобина, содержащаяся в клубеньках бобовых растений и придающая им красный цвет.
Легоглобин способствует переносу кислорода в симбиосомы, содержащие азотфиксирующие бактерии, для их дыхания. С другой стороны, легоглобин выполняет буферные функции, связывая избыточный кислород, подавляющий каталитическую активность нитрогеназы.